# Win Maung
Win Maung (Hlezeit, 17 aprile 1916 – Yangon, 4 luglio 1989) è stato un politico birmano, presidente della Birmania dal 1957 al 1962.